# Mesosa amakusae
Mesosa amakusae là một loài bọ cánh cứng trong họ Cerambycidae.